# Управление делами Президента (Азербайджан)
Управление делами Президента Азербайджанской Республики — занимается материальным, техническим и финансовым обеспечением деятельности президента Азербайджана и Администрации президента Азербайджанской Республики. Управление не является частью администрации Президента. Это орган, непосредственно обеспечивающий деятельность главы Азербайджанского государства.
Согласно Указу Президента Азербайджанской Республики от 17 сентября 2022 года, является одним из 10 государственных органов, которые могут быть учредителями печатного СМИ.

## Структура

### Организации, подчиненные Управлению делами Президента Азербайджана
- Гостевой дом Улдуз,[5] включая Президентскую резиденцию и Дворец Улдуз[6]
- Гостевой дом Азадлыг[7]
- Резиденция Гянджлик
- Резиденция Загульба
- Пансионат Управления
- Резиденция "Габала"[8]
- Лечебно-оздоровительный комплекс "Мархал"[9]
- Дворец официальных приемов (бывший Дворец Счастья)
- Автомобильный парк
- Завод минеральных вод "Истису"[10]
- Лечебно-оздоровительный комплекс "Истису"
- Гостиничный Комплекс Ханкенди[11]
- Комплекс отдыха "Шабран"
- Комплекс отдыха "Лачин"
- Азерсувенир[12]
- Азернешр[13][14]
- Президентская библиотека[15]
- Архив политических документов[16]

### Газеты, основателем которых является Управление
- Редакция газеты "Бакинский рабочий"
- Редакция газеты "Республика"
- Редакция газеты "Халг газети"

## Азерсувенир
ООО “Азерсувенир” при Управлении Делами Президента Азербайджанской Республики основано на базе Производственного Объединения “Азерювелирпром” согласно распоряжению Кабинета Министров Азербайджанской Республики №155 от 24 июля 2012 года. Основной деятельностью ООО “Азерсувенир” является изготовление государственных наград: орденов, памятных и юбилейных медалей, значков, а также сувениров, изготовленных с применением национальных орнаменнтов и украшений из цветных металлов и серебра высокой пробы. Для изготовления всего этого применяются новейшие технологии на основе самых современных станков и оборудования. Изделия, выпускаемые на ООО “Азерсувенир” имеют высокое качество.

## Архив политических документов[19]
В архиве хранятся материалы о социал-демократическом движении на Кавказе, особенно в Баку в 1898-1914 гг, революции в России 1905-1907 гг, Бакинском комитете РСДРП, партиях "Гуммет" и "Адалят", Первом съезде народов Востока, состоявшемся в Баку в сентябре 1920 года, а также о политических событиях, происходивших в это время в Иране, Турции, Афганистане. Среди них многочисленные документы и материалы, связанные с жизнью и деятельностью Мамед Эмина Расулзаде, Ладо Кецховели, Иосифа Сталина, Серго Орджоникидзе, Машади Азизбекова, Ивана Фиолетова, Наримана Нариманова, Султанмеджида Эфендиева и других революционеров Баку в начале XX века.
В архиве сохранились стенограммы, протоколы, решения съездов, конференций и собраний партийного актива, пленумов ЦК, заседаний бюро и секретариата, проведенных в период деятельности Коммунистической Партии Азербайджана от ее создания до ликвидации. Все документы защищены. Также в архиве хранятся протоколы, решения, переписка и другие документы пленумов, собраний актива, бюро и заседаний областных, городских и районных комитетов и крупных партийных организаций Коммунистической партии Азербайджана.
В архиве хранятся документы, относящиеся к периоду деятельности Гейдар Алиева, возглавлявшего ЦК КП Азербайджана с 1969 года. В этих документах отражена служебная деятельность Гейдара Алиева в развитии Азербайджана и превращении его в одну из ведущих республик, его внимание к национальной культуре, науке, образованию, его забота о благоустройстве и строительных работах, проводимых на всей территории Азербайджана. Среди ценных документов архива - постановления партии, указы и другие материалы, изданные по его инициативе о создании новых и многочисленных административных зданий, промышленных, культурных, научных, оздоровительных, спортивных и образовательных центров, строительстве жилых массивов.
В архиве среди ценных материалов, связанных с деятельностью Азербайджанской Демократической Республики — протоколы заседаний Парламента республики, программа партии "Мусават", документ, связанный с изданием первой независимой газеты Азербайджана ("Азербайджан"), сведения о газетах, издаваемых за рубежом из Азербайджана и т.д. В архиве также хранятся материалы о репрессиях 1930-х годов и людях, подвергшихся репрессиям. Архив располагает широкой документальной базой для исследователей различных областей общественно-политической, экономической и культурной жизни Азербайджана.
С 1991 года архив находился в подчинении Главного архивного управления при Кабинете Министров Азербайджанской Республики, и это подчинение продолжалось до июня 2007 года. В 2007 году Указом Президента Азербайджанской Республики он действует при Управлении делами Президента Азербайджанской Республики.
В июле 2009 года президент Азербайджана изменил название архива на «Архив политических документов».
В этих документах отражены национально-освободительные движения не только в Азербайджане, но и на Ближнем Востоке, на Кавказе, история классовой борьбы, а также общественно-политическая, экономическая и культурная жизнь Азербайджана со второй половины XIX века по 1991 год.